# Xanthodaphne suffusa
Xanthodaphne suffusa é uma espécie de gastrópode do gênero Xanthodaphne, pertencente a família Raphitomidae.